# Romina Pourmokhtari
Romina Pourmokhtari (Perzische uitspr.: [pʰuːɾmoxtʰɒːˈɾiː]; Stockholm, 12 november 1995) is een Zweedse politica. Sinds 18 oktober 2022 is ze minister voor Klimaat en Milieu, waarmee ze de jongste minister in de Zweedse geschiedenis werd.

## Biografie
Pourmokhtari kwam op 12 november 1995 ter wereld in Sundbyberg in de Zweedse hoofdstad. Haar vader vluchtte vanwege zijn politieke activiteiten naar Zweden vanuit Iran. De familie Pourmokhtari komt uit Tabriz, hoofdstad van West-Azerbeidzjan en is etnisch Azerbeidzjaans.

## Politieke carrière
In 2013 werd Pourmokhtari lid van de Liberale Jeugdorganisatie (LUF), waarvan ze in 2019 tot voorzitster van werd verkozen.